# 山室民子
山室 民子（やまむろ たみこ、1900年(明治33年)9月18日 - 1981年(昭和56年)11月14日）は、日本の社会事業家。文部省の最初の女性視学官を務めた。日本救世軍大佐補。

## 来歴

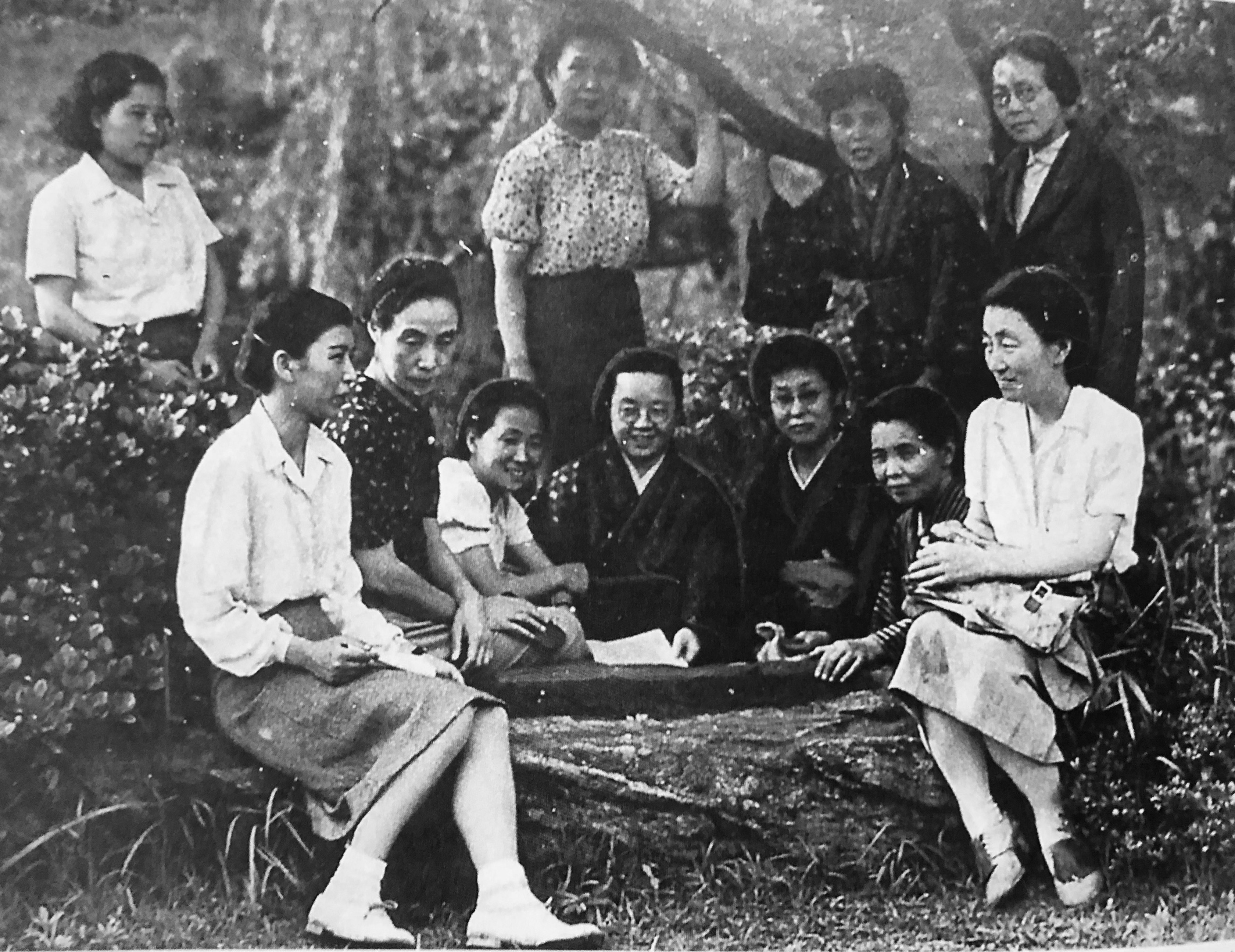
婦人民主クラブの中心メンバー（1946年撮影）。前列左から一人おいて、加藤シヅエ、厚木たか、宮本百合子、佐多稲子、櫛田ふき、羽仁説子。後列左から一人おいて、関鑑子、藤川幸子、山室民子。

東京府出身。山室軍平、山室機恵子の長女として生まれる。東京市の女子学院で学び、東京女子大学に入学するが、病気のため南湖院に入院し2年間休学する。
東京女子大学卒業後にアメリカのカリフォルニア大学に留学する。1937年(昭和12年)9月にロンドンの救世軍士官学校に入学する。1938年(昭和13年)に万国士官学校、万国本営編集部に勤める。1939年(昭和14年)に帰国する。
1945年（昭和20年）11月、山室、羽仁説子、加藤シヅエ、宮本百合子、佐多稲子、山本杉、赤松常子、松岡洋子の8人が呼びかけ人となり、婦人団体結成に向けた運動を開始。準備会が重ねられ、1946年（昭和21年）3月16日、「婦人民主クラブ」の創立大会が神田共立講堂で行われた。初代委員長には松岡が就いた。
救世軍士官学校や救世軍社会部、士官雑誌係などをへて、1954年(昭和29年)2月に『ときのこえ』の編集者になる。
1959年(昭和34年)に大佐補に昇進し、書記長官に任じられる。文部省初の女性視学官になる。また、国際基督教大学評議員、東京女子大学理事も務める。1962年(昭和37年)の引退後も引き続き本部付になる。墓所は多磨霊園。

## 著書
- 聖書ものがたり
- 聖地ものがたり
- 聖地に咲いた花

### 論文
- CiNii>山室民子